# Tomasa Cuevas
Pour les articles homonymes, voir Cuevas et Gutierrez.
Tomasa Cuevas Gutiérrez, née à Brihuega en 1917 et morte à Barcelone en 2007, est une militante communiste et antifranquiste espagnole.

## Biographie
Travailleuse depuis ses neuf ans, à quatorze ans elle intègre l'Union de Jeunesses Communistes d'Espagne.
Lorsque la Guerre d'Espagne éclate, elle offre ses services à la défense de la Deuxième République, depuis les rangs de cette organisation puis au sein du Parti Communiste espagnol (PCE).
Arrêtée et incarcérée en 1939 à la fin de la guerre, elle est condamnée à trente ans de prison ; elle en purge cinq dans diverses prisons pour femmes, pour être après chassée à Barcelone. Là, elle intègre le référent catalan du PCE, le Partit Socialiste Unificat de la Catalogne (PSUC), jusqu'à ce qu'en 1945 elle soit arrêtée de nouveau et sauvagement torturée par les frères Antonio et Vicente Juan Creix dans le commissariat de la Via Laietana, jusqu'à ce qu'on l'envoie à la prison pour femmes de Les Corts. Parmi ses camarades détenues se trouvent les militantes républicaines María de la Purificación de la Aldea y Ruiz de Castañeda et María Salvo.
Mise en liberté conditionnelle en 1946, elle se marie avec son collègue, le célèbre dirigeant communiste Miguel Núñez González. Tous les deux travaillent dans la clandestinité en Andalousie pendant un temps. En rentrant à Barcelone, devant la possibilité d'être arrêtée, le PSUC facilite à Tomasa son départ vers la France d'abord, puis vers Prague ensuite.
En 1969, elle rentre à Barcelone et reprend l'activité politique contre la dictature dans l'équipe centrale de propagande du PSUC.
Elle est une référence de la lutte antifranquiste et, une fois en démocratie, écrit sur la mémoire des femmes qui ont souffert en prison pendant la dictature. Grâce à la multitude de témoignages, elle écrit trois livres, à dessein de maintenir la mémoire de ces femmes et ces années. Elle est membre de l'Association Catalane des ex-Prisonniers Politiques.

## Postérité
- En 2004, la Généralité de Catalogne la décore de la Creu de Sant Jordi.
- En 2007, peu avant sa mort, le gouvernement espagnol lui remet la médaille du Mérite. Lors de la remise des deux prix elle revendique la mémoire publique de toutes les femmes victimes de la répression[1].

## Œuvres
- Testimonios de mujeres en las cárceles franquistas (2005) [Compilation des deux tomes de Cárcel de mujeres]
- Mujeres en la resistencia (1986)
- Cárcel de mujeres (1939-1945) (1985) Tome 1
- Cárcel de mujeres (1985) Tome 2
- Ángeles Egido León (2011). Ciudadanas, militantes, feministas. Mujer y compromiso político en el siglo XX. Eneida. El precio de la militancia femenina: Acción política y represión, pp. 47-74.